# The Wonder Years
The Wonder Years is een televisieserie, bedacht door Neal Marlens en Carol Black.
De serie werd gedurende 6 seizoenen (van 1988 tot 1993) in primetime uitgezonden door de Amerikaanse zender ABC. Begin jaren 90 werd de reeks ook integraal uitgezonden in Vlaanderen door de openbare omroep VRT en in Nederland door de VPRO.
The Wonder Years behandelde de sociale en historische gebeurtenissen eind jaren zestig en begin jaren zeventig gezien door de ogen van de 12-jarige Kevin Arnold, die naast de gebruikelijke puberale kwaaltjes, zich vooral ontfermde over allerlei tiener-sociale zaken. Zijn beste vriend Paul en het overbuurmeisje Winnie Cooper waren zijn vaste metgezellen.
Elke episode wordt aan elkaar verteld door een inmiddels volwassen Kevin Arnold die terugblikt op zijn jeugdjaren en zo zijn diepste zielsroerselen van zijn "wonderjaren" met de kijker deelt.
Deze populaire verhaaltechniek is later opnieuw gebruikt in andere sitcoms How I Met Your Mother, State of Grace en Oliver Beene.
De titelsong was Joe Cockers versie van The Beatles' "With a Little Help from My Friends".

## Belangrijke karakters
- Kevin Arnold (Fred Savage) - Een doorsnee Amerikaanse tiener, die naar junior high (en later high school) gaat en opgroeit eind jaren zestig, begin jaren zeventig.
- Gwendolyne "Winnie" Cooper (Danica McKellar) - Kevins overbuurmeisje en tevens zijn liefje. Hun eerste kus en de dood van haar oudere broer in Vietnam spelen een belangrijke rol in de pilot.
- Paul Pfeiffer (Josh Saviano) - Kevins beste vriend. Hij is een erg intelligente jongen en een perfecte student. In de laatste aflevering vertrekt hij naar Harvard. Hij is allergisch voor alles.
- Jack Arnold (Dan Lauria) - Kevins vader, een veteraan uit de Koreaanse Oorlog. In het begin werkt hij bij NORCOM, een groot bedrijf, in een middenmanagementpositie, waar hij een hekel aan heeft. Later begint hij een eigen bedrijf en verkoopt handgemaakte meubelen.
- Norma Arnold (Alley Mills) - Kevins moeder.
- Karen Arnold (Olivia d'Abo) - Kevins oudere hippie zus. Zij trouwt uiteindelijk en verhuist naar Alaska. In het laatste seizoen komt zij alleen nog voor in de laatste aflevering.
- Wayne Arnold (Jason Hervey) - Kevins oudere broer, die ervan houdt om Kevin en Paul te pesten. Hij neemt de zaak van zijn vader over, nadat deze is overleden.

## Andere karakters
- Coach Cutlip (Robert Picardo) - Kevins junior-high-schoolgymleraar
- Miss White (later Mrs. Heimer) (Wendel Meldrum) - Kevins junior-high-schoolleerkracht. Haar naam verandert bij haar huwelijk in Mrs. Heimer.
- Mr. Cantwell (Ben Stein) - Kevins junior-high-schoolleerkracht
- Becky Slater (Crystal McKellar) - Kevins junior-high-schoolklasgenoot
- Chuck Coleman (Andy Berman) - Een van Kevins high-schoolvrienden
- Delores (Juliette Lewis) - Waynes vriendin in high school
- Bonnie Douglas (Paula Marshall)
- Jeff Billings (Giovanni Ribisi)
- Alice Pedermeir (Lindsay Sloane) - Een van Kevins klasgenoten in high school
- Joey (Dustin Diamond)
- Eric Antonio (Don Jeffcoat)
- Young Kevin (Eric Lloyd)
- Michael (David Schwimmer)
- Voice of Adult Kevin (Daniel Stern) - de verteller van de serie

## Afleveringen
Zie: Lijst van afleveringen van The Wonder Years